# Melampittidae
Famille
Les Melampittidae sont une famille de passereaux.

## Systématique
Les études phylogéniques de Jønsson et al. (2011), Aggerbeck et al. (2014) et  Richard Schodde & Les Christidis (2014) montrent que les mélampittes sont parentes des paradisiers et des Corcoracidae. Le Congrès ornithologique international (classification 4.3, 2014) les déplace donc de la position taxinomique incertaine (incertae sedis) dans laquelle il les avait placées pour les déplacer dans une nouvelle famille qui leur est propre, les Melampittidae.

### Liste des espèces
D'après la classification de référence (version 5.2, 2015) du Congrès ornithologique international (ordre phylogénique) :
- Melampitta lugubris – Petite Mélampitte
- Megalampitta gigantea – Grande Mélampitte